# Csenger
Csenger – miasto powiatowe w komitacie Szabolcs-Szatmár-Bereg w północno-wschodnich Węgrzech. 

## Położenie
Csenger leży na lewym (południowym) brzegu Samoszu, w południowej części Równiny Satmarsko-Berehowskiej, tuż nad granicą z Rumunią. Przez miasto przebiega droga krajowa nr 49 z Mátészalka do przejścia granicznego Csengersima – Petea na granicy z Rumunią. Kończy się tu lokalna linia kolejowa z Mátészalka. 

## Historia
Pierwsza pisemna wzmianka o Csenger pochodzi z roku 1388. W roku 1429 wieś została podniesiona do rangi osady targowej. Od XVI wieku Csenger stanowiło ważny ośrodek węgierskiej reformacji. Prawa miejskie nadano osadzie w roku 1989.

## Miasta partnerskie
- Covasna
- Hauenstein
- Negrești-Oaș
- Tășnad
- Oar